# Йонен двигател
Йонен двигател е вид електрически ракетен двигател, принципът на работата на който е основана на създаването на реактивна тяга на базата на йонизиран газ, който е ускорен до много висока скорост чрез използването на електрическо поле. Предимствата на този двигател е малкият разход на работно тяло и продължителното време на функциониране. (максималният срок на непрекъсната работа на най-съвременните образци йонни двигатели е повече от три години). Недостатък се явява много малката тяга в сравнение с химическите двигатели.

## Начин на работа
Йонните двигатели използват йонен лъч (електрически заредени атоми или молекули) за да създадат тласък в съответствие със закона за запазване на енергията. Методът за ускоряване на йоните варира, но всички конструкциии използват съотношението заряд/маса на йоните. Това съотношение означава, че сравнително малка потенциална разлика може да осигури висока изходяща скорост. Това намалява необходимото количеството маса (работно тяло), но увеличава количеството специфичната енергия, необходима в сравнение с химическите ракети.
При електростатичния йонен двигател с мрежи, йонният лъч се създава като газовите частици (например от ксенон) или микрокапчици (например от живак) първоначално се йонизират чрез един катод. След това се ускоряват от едно електрическо поле. След това лъчът преминава през така наречен неутрализатор, който инжектира отново електроните в йонното поле и по този начин го прави електрически неутрален. Неутрализаторът е важна част от системата. Без него системата ще се заряди и йонният лъч ще се върне обратно към космическия кораб. При това силата на привличане между йонният лъч и йонният двигател ще намали значително тягата.

### Видове йонни двигатели
Йонните ракетни двигатели се разделят на две основни групи, като главната разлика е в метода на ускоряване на йоните:
- Електростатични йонни двигатели, използващи Кулоновите сили за ускоряване на йоните по посока на електрическото поле
  - Електростатични йонни двигатели с решетка
  - Йонни двигатели, използващи ефекта на Хол (плазмен двигател)
  - Field-emission electric propulsion (FEEP)
- Електромагнитни йонни двигатели, използващи лоренцови сили за ускоряване на йоните.
  - Pulsed inductive thrusters (PIT)
  - Magnetoplasmadynamic (MPD)
  - Electrodeless plasma thruster
  - Helicon double-layer thruster
  - Variable Specific Impulse Magnetoplasma Rocket

## Приложение

### Използване във вакуум
На йонния двигател принадлежи рекорда за негравитационно ускорение в космоса През септември 2016 г. космическият апарат Dawn постига чрез използането на йонен двигател скорост от 39 900 км/ч (11,1 км/с).
Недостатък на тези двигатели е много слабата тяга. По тази причина този двигател не може да се използва за извеждане на космическия кораб от пределите на планетата, но в условията на безтегловност при достатъчно дълга работа на двигателя, той може да осигури ускоряване до скорости, които не могат да се постигнат от други видове съвременни реактивни двигатели.
Йонните ракетни двигатели се налагат като необходими за работата на търговските комуникационни спътници. Те не се използват за първоначалното изстрелване за достигане на траеакторията им, а за коригиране на дрифта, който спътниците получават вследствие на гравитационното влияние на слънцето и луната. Използването на йонните ракетни двигатели за регулиране на орбитата на спътниците увеличава производствената продължителност на спътниците, тъй като необходимото работно тяло е много по-малко в сравнение с химическите ракетни двигатели и съответно може да се осигури за много по-дълъг период от време поддържането на орбитата им.

### Използване в атмосферни условия
През месец ноември 2018 г. в Масачузетския технологичен институт успяват да задвижат за първи път един летателен апарат посредством използването на йонно задвижване в атмосферата. Конструирано е едно подобно на самолет летящо тяло с големина от 5 метра. Под носещата повърхност на тялото се намират електроди, върху които е приложено напрежение от +20.000 Волта. При електродите молекулите на азота на въздуха се йонизират и се ускоряват от едно напрежение -20.000 Волта, приложена на носещите повърхности на летателния апарат. Използването на подобни апарати е далеч от използване за транспорт на хора и товари, но едно бъдещо използване за безшумни дронове може да се предвиди.